# La Candelaria, Zontecomatlán de López y Fuentes
La Candelaria är en ort i Mexiko.   Den ligger i kommunen Zontecomatlán de López y Fuentes och delstaten Veracruz, i den sydöstra delen av landet, 170 km nordost om huvudstaden Mexico City. La Candelaria ligger 487 meter över havet och antalet invånare är 523.
Terrängen runt La Candelaria är kuperad. Runt La Candelaria är det ganska tätbefolkat, med 80 invånare per kvadratkilometer. Närmaste större samhälle är Xochiatipan de Castillo, 8,7 km nordost om La Candelaria. I omgivningarna runt La Candelaria växer huvudsakligen savannskog.